# 沃爾塔 (加利福尼亞州)
沃爾塔（英語：Volta）是位於美國加利福尼亞州默塞德縣的一個人口普查指定地區。

## 地理
沃爾塔的座標為37°05′51″N 120°55′34″W / 37.09750°N 120.92611°W，而該地最高點為海拔高度32米（即105英尺）。

## 人口
根據2010年美國人口普查的數據，沃爾塔的面積為11.484平方千米，當中陸地面積為11.319平方千米，而水域面積為0.165平方千米。當地共有人口246人，而人口密度為每平方千米21人。